# Steve Simonsen
Steven Preben Arthur "Steve" Simonsen (född 3 april 1979 i South Shields, Tyne and Wear) är en engelsk professionell fotbollsmålvakt som spelar för indiska FC Pune City. Simonsen har gjort 4 matcher för Englands U21-landslag.

## Karriär

### Tranmere
Simonsen växte upp som Sunderland-supporter och började sin karriär i augusti 1996 i Tranmere Rovers. I november 1996 hade Simonsen redan gjort sin debut för klubben, ironiskt nog mot den klubb han senare skulle komma att skriva på för, Stoke City. 

### Everton
Efter 42 liga- och cupmatcher för Tranmeres A-lag värvades Simonsen i september 1998 av Everton för en transfersumma på 3,3 miljoner pund. Simonsen hade det dock svårt att komma med i A-laget och efter sina fem säsonger i Everton fick han bara spela 35 matcher. Hans debut för klubben kom inte förrän säsongen 1999/2000 i en match i Ligacupen mot Oxford United FC.
Säsongen 2001/2002 fick han äntligen chansen att visa sig värdig som förstamålvakt och spelade 25 matcher för Everton. När David Moyes tog vid som tränare i klubben fick han dock mycket lite speltid och valde att avböja en förlängning av sitt kontrakt.

### Stoke City
Han skrev på för Stoke City i juli 2004 på en "free transfer" och var klubbens förstahandsmålvakt ända tills Thomas Sørensen värvades till klubben, med över 150 ligamatcher för "The Potters". Han utnämndes till Årets Spelare i Stoke City säsongen 2004-2005 och belönades med ett nytt tre år långt kontrakt till juli 2008.